# Rosebud, Montana
Rosebud är en ort i Rosebud County i delstaten Montana, USA.